# Chummy Fleming
John William "Chummy" Fleming, född 1863, död 1950, var en australisk anarkist och fackföreningsman. Fadern var irländsk och modern engelsk.
Fleming var i kontakt med internationella anarkistledare som Emma Goldman, Pjotr Kropotkin och Max Nettlau. Han var en av pionjärerna bakom förstamajfirandet i Australien. De arbetslösas rättigheter var något Fleming agiterade för och smeknamnet Chummy syftade på att han kom från England.